# Selaginella oregana
Selaginella oregana är en mosslummerväxtart som beskrevs av D. C. Eat.. Selaginella oregana ingår i släktet mosslumrar, och familjen mosslummerväxter. Inga underarter finns listade i Catalogue of Life.